# Álvaro Arbeloa
Álvaro Arbeloa Coca (Salamanca, 17 gennaio 1983) è un allenatore di calcio ed ex calciatore spagnolo, di ruolo difensore, tecnico del Real M. Castilla e rappresentante del Real Madrid.
Con il Real Madrid ha vinto un campionato spagnolo (2012), due Coppe di Spagna (2011 e 2014), una supercoppa spagnola (2012), due UEFA Champions League (2014 e 2016), una Supercoppa UEFA (2014) e una Coppa del mondo per club FIFA (2014).
Con la nazionale spagnola ha vinto gli europei nel 2008 e nel 2012 e i mondiali nel 2010, disputando inoltre due Confederations Cup (2009 e 2013).

## Caratteristiche tecniche
Giocava prevalentemente come terzino destro, anche se all'occorrenza veniva impiegato anche come difensore centrale o terzino sinistro.

## Carriera

### Giocatore

#### Club

##### Gli inizi, il Real Madrid e Deportivo
Inizia la carriera nelle giovanili del Real Saragozza per poi passare, nel 2001, in quelle del Real Madrid. Nel 2003 entra a far parte del Real Madrid B e nel 2005 fa il suo esordio in prima squadra dove colleziona 2 presenze.
Non vedendo la possibilità di riuscire a diventare titolare nel Real, Arbeloa lascia i Galacticos nel luglio 2006 per il Deportivo de La Coruña, seguendo le orme del compagno Roberto Soldado. Nel Deportivo colleziona 20 partite nella Liga.

##### Liverpool
Il 31 gennaio 2007 si trasferisce al Liverpool per 4 milioni di euro, la metà dei quali è andata al Real Madrid. Ha fatto il suo debutto in Premier League il 10 febbraio contro il Newcastle United, entrando dalla panchina a sostituire Jermaine Pennant. Il suo debutto dal primo minuto è stato invece al Camp Nou nell'ottavo di UEFA Champions League contro il Barcellona da terzino sinistro con il compito di fermare Lionel Messi.

##### Ritorno al Real Madrid
Il 29 luglio 2009 il Liverpool comunica la sua cessione per 4 milioni di euro al Real Madrid, che lo ingaggia con contratto quinquennale. Gioca la prima partita della sua seconda esperienza con le merengues il 30 agosto 2009 nella prima partita di campionato contro il Deportivo de La Coruña (3-2).
Con i "los blancos" vince la Coppa del Re 2010-2011 e nella stagione seguente la Primera División 2011-2012. Inizia la stagione successiva vincendo la Supercoppa di Spagna 2012 nella doppia sfida contro il Barcellona. Vince inoltre la Coppa del Re 2013-2014, la UEFA Champions League 2013-2014 (la decima per il Real), la Supercoppa UEFA 2014 e la Coppa del mondo per club FIFA 2014.
Nella stagione 2015-2016 pur giocando poco il 28 maggio 2016 vince un'altra Champions League in finale di nuovo contro l'Atlético Madrid come due anni prima. Al termine della stagione, dopo 7 anni ricchi di successi, lascia i Blancos.

##### West Ham e ritiro
Svincolato, nell'estate 2016 si accasa al West Ham, club con il quale colleziona solamente tre presenze. Al termine della stagione annuncia il suo ritiro dall'attività agonistica.

#### Nazionale
Il 1º febbraio 2008 ha ricevuto la prima convocazione in nazionale in vista dell'amichevole contro la Francia del 6 febbraio, ma non è potuto scendere in campo a causa di un infortunio. Ha quindi debuttato il 26 marzo seguente, nell'amichevole vinta per 1-0 dalla Spagna contro l'Italia. Pochi mesi più tardi, ha fatto parte della squadra che si è aggiudicata la Coppa d'Europa per Nazionali. Nel 2009 è stato convocato per la Confederations Cup, tenutasi in Sudafrica.
In seguito, con la nazionale iberica ha conquistato il titolo mondiale nel 2010 e bissato quello continentale nel 2012. Il 13 maggio 2014, dopo l'esclusione dai 23 convocati per il mondiale 2014 in Brasile, annuncia il ritiro dalla nazionale.

### Allenatore
Nel 2020, Arbeloa diventa allenatore della formazione Under-14, o Infantil A, del Real Madrid; l'anno seguente, guida la formazione Cadete A, mentre nel luglio del 2022 passa alla guida della selezione Juvenil A, dopo aver conseguito il patentino da allenatore UEFA Pro.
Il 28 maggio 2025, viene annunciato come nuovo tecnico del Real M. Castilla a partire dal 1° luglio seguente, subentrando così a Raúl.

## Statistiche

### Presenze e reti nei club
| Stagione             | Squadra              | Campionato           | Campionato | Campionato | Coppe nazionali | Coppe nazionali | Coppe nazionali | Coppe continentali | Coppe continentali | Coppe continentali | Altre coppe | Altre coppe | Altre coppe | Totale | Totale |
| Stagione             | Squadra              | Comp                 | Pres       | Reti       | Comp            | Pres            | Reti            | Comp               | Pres               | Reti               | Comp        | Pres        | Reti        | Pres   | Reti   |
| -------------------- | -------------------- | -------------------- | ---------- | ---------- | --------------- | --------------- | --------------- | ------------------ | ------------------ | ------------------ | ----------- | ----------- | ----------- | ------ | ------ |
| 2002-2003            | Real Madrid C        | TD                   | 16         | 0          |                 | -               | -               |                    | -                  | -                  |             | -           | -           | 16     | 0      |
| 2003-2004            | Real Madrid B        | SDB                  | 22+6       | 0          |                 | -               | -               |                    | -                  | -                  |             | -           | -           | 28     | 0      |
| 2004-2005            | Real Madrid B        | SDB                  | 28+4       | 0+1        |                 | -               | -               |                    | -                  | -                  |             | -           | -           | 32     | 1      |
| 2004-2005            | Real Madrid          | PD                   | 2          | 0          | CR              | 2               | 0               | UCL                | 0                  | 0                  |             | -           | -           | 4      | 0      |
| 2005-2006            | Real Madrid B        | SD                   | 34         | 0          |                 | -               | -               |                    | -                  | -                  |             | -           | -           | 34     | 0      |
| Totale Real Madrid B | Totale Real Madrid B | Totale Real Madrid B | 84+10      | 0+1        |                 |                 |                 |                    |                    |                    |             |             |             | 94     | 1      |
| 2006-gen. 2007       | Deportivo La Coruña  | PD                   | 20         | 0          | CR              | 1               | 0               |                    | -                  | -                  |             | -           | -           | 21     | 0      |
| gen.-giu. 2007       | Liverpool            | PL                   | 9          | 1          | FACup+CdL       | 0               | 0               | UCL                | 5                  | 0                  | CS          | 0           | 0           | 14     | 1      |
| 2007-2008            | Liverpool            | PL                   | 28         | 0          | FACup+CdL       | 1+3             | 0               | UCL                | 9                  | 0                  |             | -           | -           | 41     | 0      |
| 2008-2009            | Liverpool            | PL                   | 29         | 1          | FACup+CdL       | 2+0             | 0               | UCL                | 12                 | 0                  |             | -           | -           | 43     | 1      |
| Totale Liverpool     | Totale Liverpool     | Totale Liverpool     | 66         | 2          |                 | 3+3             | 0               |                    | 26                 | 0                  |             | 0           | 0           | 98     | 2      |
| 2009-2010            | Real Madrid          | PD                   | 30         | 2          | CR              | 2               | 0               | UCL                | 6                  | 0                  | SS          | 0           | 0           | 38     | 2      |
| 2010-2011            | Real Madrid          | PD                   | 26         | 0          | CR              | 8               | 0               | UCL                | 9                  | 1                  | SS          | 0           | 0           | 43     | 1      |
| 2011-2012            | Real Madrid          | PD                   | 26         | 0          | CR              | 3               | 0               | UCL                | 9                  | 0                  | SS          | 0           | 0           | 38     | 0      |
| 2012-2013            | Real Madrid          | PD                   | 26         | 0          | CR              | 6               | 0               | UCL                | 7                  | 0                  | SS          | 2           | 0           | 41     | 0      |
| 2013-2014            | Real Madrid          | PD                   | 18         | 0          | CR              | 8               | 0               | UCL                | 4                  | 1                  |             | -           | -           | 30     | 1      |
| 2014-2015            | Real Madrid          | PD                   | 22         | 1          | CR              | 3               | 0               | UCL                | 9                  | 1                  | SU+SS+Cmc   | 0+0+1       | 0           | 35     | 2      |
| 2015-2016            | Real Madrid          | PD                   | 6          | 0          | CR              | 1               | 0               | UCL                | 2                  | 0                  | -           | -           | -           | 9      | 0      |
| Totale Real Madrid   | Totale Real Madrid   | Totale Real Madrid   | 156        | 3          |                 | 33              | 0               |                    | 46                 | 3                  |             | 3           | 0           | 238    | 6      |
| 2016-2017            | West Ham Utd         | PL                   | 3          | 0          | FACup+CdL       | 0+1             | 0               | UEL                | 0                  | 0                  | -           | -           | -           | 4      | 0      |
| Totale carriera      | Totale carriera      | Totale carriera      | 345+10     | 5+1        |                 | 40              | 0               |                    | 72                 | 3                  |             | 3           | 0           | 470    | 9      |

### Cronologia presenze e reti in nazionale
| Cronologia completa delle presenze e delle reti in nazionale ― Spagna | Cronologia completa delle presenze e delle reti in nazionale ― Spagna | Cronologia completa delle presenze e delle reti in nazionale ― Spagna | Cronologia completa delle presenze e delle reti in nazionale ― Spagna | Cronologia completa delle presenze e delle reti in nazionale ― Spagna | Cronologia completa delle presenze e delle reti in nazionale ― Spagna | Cronologia completa delle presenze e delle reti in nazionale ― Spagna | Cronologia completa delle presenze e delle reti in nazionale ― Spagna |
| Data                                                                  | Città                                                                 | In casa                                                               | Risultato                                                             | Ospiti                                                                | Competizione                                                          | Reti                                                                  | Note                                                                  |
| --------------------------------------------------------------------- | --------------------------------------------------------------------- | --------------------------------------------------------------------- | --------------------------------------------------------------------- | --------------------------------------------------------------------- | --------------------------------------------------------------------- | --------------------------------------------------------------------- | --------------------------------------------------------------------- |
| 26-3-2008                                                             | Elche                                                                 | Spagna                                                                | 1 – 0                                                                 | Italia                                                                | Amichevole                                                            | -                                                                     | 75’                                                                   |
| 4-6-2008                                                              | Santander                                                             | Spagna                                                                | 1 – 0                                                                 | Stati Uniti                                                           | Amichevole                                                            | -                                                                     | 84’                                                                   |
| 18-6-2008                                                             | Salisburgo                                                            | Grecia                                                                | 1 – 2                                                                 | Spagna                                                                | Euro 2008 - 1º turno                                                  | -                                                                     | 45’                                                                   |
| 19-11-2008                                                            | Vila-real                                                             | Spagna                                                                | 3 – 0                                                                 | Cile                                                                  | Amichevole                                                            | -                                                                     | 60’                                                                   |
| 11-2-2009                                                             | Siviglia                                                              | Spagna                                                                | 2 – 0                                                                 | Inghilterra                                                           | Amichevole                                                            | -                                                                     | 46’                                                                   |
| 9-6-2009                                                              | Baku                                                                  | Azerbaigian                                                           | 0 – 6                                                                 | Spagna                                                                | Amichevole                                                            | -                                                                     |                                                                       |
| 14-6-2009                                                             | Rustenburg                                                            | Nuova Zelanda                                                         | 0 – 5                                                                 | Spagna                                                                | Conf. Cup 2009 - 1º turno                                             | -                                                                     | 54’                                                                   |
| 20-6-2009                                                             | Bloemfontein                                                          | Spagna                                                                | 2 – 0                                                                 | Sudafrica                                                             | Conf. Cup 2009 - 1º turno                                             | -                                                                     |                                                                       |
| 24-6-2009                                                             | Rustenburg                                                            | Spagna                                                                | 3 – 2 dts                                                             | Sudafrica                                                             | Conf. Cup 2009 - Finale 3º posto                                      | -                                                                     |                                                                       |
| 12-8-2009                                                             | Skopje                                                                | Macedonia                                                             | 2 – 3                                                                 | Spagna                                                                | Amichevole                                                            | -                                                                     |                                                                       |
| 5-9-2009                                                              | La Coruña                                                             | Spagna                                                                | 5 – 0                                                                 | Belgio                                                                | Qual. Mondiali 2010                                                   | -                                                                     | 83’                                                                   |
| 18-11-2009                                                            | Vienna                                                                | Austria                                                               | 1 – 5                                                                 | Spagna                                                                | Amichevole                                                            | -                                                                     |                                                                       |
| 3-3-2010                                                              | Saint-Denis                                                           | Francia                                                               | 0 – 2                                                                 | Spagna                                                                | Amichevole                                                            | -                                                                     |                                                                       |
| 29-5-2010                                                             | Innsbruck                                                             | Spagna                                                                | 3 – 2                                                                 | Arabia Saudita                                                        | Amichevole                                                            | -                                                                     |                                                                       |
| 8-6-2010                                                              | Murcia                                                                | Spagna                                                                | 6 – 0                                                                 | Polonia                                                               | Amichevole                                                            | -                                                                     | 55’                                                                   |
| 21-6-2010                                                             | Johannesburg                                                          | Spagna                                                                | 2 – 0                                                                 | Honduras                                                              | Mondiali 2010 - 1º turno                                              | -                                                                     | 75’                                                                   |
| 11-8-2010                                                             | Città del Messico                                                     | Messico                                                               | 1 – 1                                                                 | Spagna                                                                | Amichevole                                                            | -                                                                     | 46’                                                                   |
| 7-9-2010                                                              | Buenos Aires                                                          | Argentina                                                             | 4 – 1                                                                 | Spagna                                                                | Amichevole                                                            | -                                                                     | 22’                                                                   |
| 8-10-2010                                                             | Salamanca                                                             | Spagna                                                                | 3 – 1                                                                 | Lituania                                                              | Qual. Euro 2012                                                       | -                                                                     | 83’                                                                   |
| 17-11-2010                                                            | Lisbona                                                               | Portogallo                                                            | 4 – 0                                                                 | Spagna                                                                | Amichevole                                                            | -                                                                     | 72’                                                                   |
| 9-2-2011                                                              | Madrid                                                                | Spagna                                                                | 1 – 0                                                                 | Colombia                                                              | Amichevole                                                            | -                                                                     | 56’                                                                   |
| 25-3-2011                                                             | Granada                                                               | Spagna                                                                | 2 – 1                                                                 | Rep. Ceca                                                             | Qual. Euro 2012                                                       | -                                                                     | 84’                                                                   |
| 29-3-2011                                                             | Kaunas                                                                | Lituania                                                              | 1 – 3                                                                 | Spagna                                                                | Qual. Euro 2012                                                       | -                                                                     |                                                                       |
| 4-6-2011                                                              | Boston                                                                | Stati Uniti                                                           | 0 – 4                                                                 | Spagna                                                                | Amichevole                                                            | -                                                                     |                                                                       |
| 7-6-2011                                                              | Puerto La Cruz                                                        | Venezuela                                                             | 0 – 3                                                                 | Spagna                                                                | Amichevole                                                            | -                                                                     | 63’                                                                   |
| 10-8-2011                                                             | Bari                                                                  | Italia                                                                | 2 – 1                                                                 | Spagna                                                                | Amichevole                                                            | -                                                                     | 56’                                                                   |
| 2-9-2011                                                              | San Gallo                                                             | Spagna                                                                | 3 – 2                                                                 | Cile                                                                  | Amichevole                                                            | -                                                                     |                                                                       |
| 6-9-2011                                                              | Logroño                                                               | Spagna                                                                | 6 – 0                                                                 | Liechtenstein                                                         | Qual. Euro 2012                                                       | -                                                                     |                                                                       |
| 7-10-2011                                                             | Praga                                                                 | Rep. Ceca                                                             | 0 – 2                                                                 | Spagna                                                                | Qual. Euro 2012                                                       | -                                                                     |                                                                       |
| 11-10-2011                                                            | Alicante                                                              | Spagna                                                                | 3 – 1                                                                 | Scozia                                                                | Qual. Euro 2012                                                       | -                                                                     | 46’                                                                   |
| 12-11-2011                                                            | Londra                                                                | Inghilterra                                                           | 1 – 0                                                                 | Spagna                                                                | Amichevole                                                            | -                                                                     |                                                                       |
| 15-11-2011                                                            | San José                                                              | Costa Rica                                                            | 2 – 2                                                                 | Spagna                                                                | Amichevole                                                            | -                                                                     |                                                                       |
| 29-2-2012                                                             | Malaga                                                                | Spagna                                                                | 5 – 0                                                                 | Venezuela                                                             | Amichevole                                                            | -                                                                     |                                                                       |
| 30-5-2012                                                             | Berna                                                                 | Spagna                                                                | 4 – 1                                                                 | Corea del Sud                                                         | Amichevole                                                            | -                                                                     |                                                                       |
| 3-6-2012                                                              | Siviglia                                                              | Spagna                                                                | 1 – 0                                                                 | Cina                                                                  | Amichevole                                                            | -                                                                     |                                                                       |
| 10-6-2012                                                             | Danzica                                                               | Spagna                                                                | 1 – 1                                                                 | Italia                                                                | Euro 2012 - 1º turno                                                  | -                                                                     | 84’                                                                   |
| 14-6-2012                                                             | Danzica                                                               | Spagna                                                                | 4 – 0                                                                 | Irlanda                                                               | Euro 2012 - 1º turno                                                  | -                                                                     |                                                                       |
| 18-6-2012                                                             | Danzica                                                               | Croazia                                                               | 0 – 1                                                                 | Spagna                                                                | Euro 2012 - 1º turno                                                  | -                                                                     |                                                                       |
| 23-6-2012                                                             | Donec'k                                                               | Spagna                                                                | 2 – 0                                                                 | Francia                                                               | Euro 2012 - Quarti di finale                                          | -                                                                     |                                                                       |
| 27-6-2012                                                             | Donec'k                                                               | Spagna                                                                | 0 – 0 dts (4 - 2 dtr)                                                 | Portogallo                                                            | Euro 2012 - Semifinale                                                | -                                                                     | 83’                                                                   |
| 1-7-2012                                                              | Kiev                                                                  | Spagna                                                                | 4 – 0                                                                 | Italia                                                                | Euro 2012 - Finale                                                    | -                                                                     |                                                                       |
| 15-8-2012                                                             | Bayamón                                                               | Porto Rico                                                            | 1 – 2                                                                 | Spagna                                                                | Amichevole                                                            | -                                                                     | 19’                                                                   |
| 11-9-2012                                                             | Tbilisi                                                               | Georgia                                                               | 0 – 1                                                                 | Spagna                                                                | Qual. Mondiali 2014                                                   | -                                                                     | 80’                                                                   |
| 12-10-2012                                                            | Minsk                                                                 | Bielorussia                                                           | 0 – 4                                                                 | Spagna                                                                | Qual. Mondiali 2014                                                   | -                                                                     |                                                                       |
| 16-10-2012                                                            | Madrid                                                                | Spagna                                                                | 1 – 1                                                                 | Francia                                                               | Qual. Mondiali 2014                                                   | -                                                                     | 50’                                                                   |
| 22-3-2013                                                             | Gijón                                                                 | Spagna                                                                | 1 – 1                                                                 | Finlandia                                                             | Qual. Mondiali 2014                                                   | -                                                                     |                                                                       |
| 26-3-2013                                                             | Saint-Denis                                                           | Francia                                                               | 0 – 1                                                                 | Spagna                                                                | Qual. Mondiali 2014                                                   | -                                                                     | 86’                                                                   |
| 11-6-2013                                                             | New York                                                              | Spagna                                                                | 2 – 0                                                                 | Irlanda                                                               | Amichevole                                                            | -                                                                     |                                                                       |
| 16-6-2013                                                             | Recife                                                                | Spagna                                                                | 2 – 1                                                                 | Uruguay                                                               | Conf. Cup 2013 - 1º turno                                             | -                                                                     | 70’                                                                   |
| 23-6-2013                                                             | Fortaleza                                                             | Nigeria                                                               | 0 – 3                                                                 | Spagna                                                                | Conf. Cup 2013 - 1º turno                                             | -                                                                     |                                                                       |
| 27-6-2013                                                             | Fortaleza                                                             | Spagna                                                                | 0 – 0 dts (7 - 6 dtr)                                                 | Italia                                                                | Conf. Cup 2013 - Semifinale                                           | -                                                                     |                                                                       |
| 30-6-2013                                                             | Rio de Janeiro                                                        | Brasile                                                               | 3 – 0                                                                 | Spagna                                                                | Conf. Cup 2013 - Finale                                               | -                                                                     | 15’ 46’                                                               |
| 14-8-2013                                                             | Guayaquil                                                             | Ecuador                                                               | 0 – 2                                                                 | Spagna                                                                | Amichevole                                                            | -                                                                     |                                                                       |
| 10-9-2013                                                             | Ginevra                                                               | Spagna                                                                | 2 – 2                                                                 | Cile                                                                  | Amichevole                                                            | -                                                                     |                                                                       |
| 11-10-2013                                                            | Palma di Maiorca                                                      | Spagna                                                                | 2 – 1                                                                 | Bielorussia                                                           | Qual. Mondiali 2014                                                   | -                                                                     |                                                                       |
| 19-11-2013                                                            | Johannesburg                                                          | Sudafrica                                                             | 1 – 0                                                                 | Spagna                                                                | Amichevole                                                            | -                                                                     |                                                                       |
| Totale                                                                |                                                                       | Presenze                                                              | 56                                                                    |                                                                       | Reti                                                                  | 0                                                                     |                                                                       |

### Statistiche da allenatore
Statistiche aggiornate al 28 maggio 2025.
| Stagione        | Squadra          | Campionato      | Campionato | Campionato | Campionato | Campionato | Coppe nazionali | Coppe nazionali | Coppe nazionali | Coppe nazionali | Coppe nazionali | Coppe continentali | Coppe continentali | Coppe continentali | Coppe continentali | Coppe continentali | Altre coppe | Altre coppe | Altre coppe | Altre coppe | Altre coppe | Totale | Totale | Totale | Totale | % Vittorie | Piazzamento |
| Stagione        | Squadra          | Comp            | G          | V          | N          | P          | Comp            | G               | V               | N               | P               | Comp               | G                  | V                  | N                  | P                  | Comp        | G           | V           | N           | P           | G      | V      | N      | P      | %          | Piazzamento |
| --------------- | ---------------- | --------------- | ---------- | ---------- | ---------- | ---------- | --------------- | --------------- | --------------- | --------------- | --------------- | ------------------ | ------------------ | ------------------ | ------------------ | ------------------ | ----------- | ----------- | ----------- | ----------- | ----------- | ------ | ------ | ------ | ------ | ---------- | ----------- |
| 2025-2026       | Real M. Castilla | PF              | 0          | 0          | 0          | 0          | -               | -               | -               | -               | -               | -                  | -                  | -                  | -                  | -                  | -           | -           | -           | -           | -           | 0      | 0      | 0      | 0      | —          | in carica   |
| Totale carriera | Totale carriera  | Totale carriera | 0          | 0          | 0          | 0          |                 | -               | -               | -               | -               |                    | -                  | -                  | -                  | -                  |             | -           | -           | -           | -           | 0      | 0      | 0      | 0      | —          |             |

## Palmarès

### Club

#### Competizioni nazionali
- Coppa di Spagna: 2

Real Madrid: 2010-2011, 2013-2014
- Campionato spagnolo: 1

Real Madrid: 2011-2012
- Supercoppa di Spagna: 1

Real Madrid: 2012

#### Competizioni internazionali
- UEFA Champions League: 2

Real Madrid: 2013-2014, 2015-2016
- Supercoppa UEFA: 1

Real Madrid: 2014
- Coppa del mondo per club: 1

Real Madrid: 2014

### Nazionale
- Campionato d'Europa: 2

Austria-Svizzera 2008, Polonia-Ucraina 2012
- Campionato mondiale: 1

Sudafrica 2010